# فهرست فیلم‌نامه‌نویسان سینما و تلویزیون ایران

## آ
- مسعود آب‌پرور
- پوریا آذربایجانی
- آرامائیس آقامالیان
- سعید آقاخانی

## الف
- قدرت‌الله احسانی
- امرالله احمدجو
- حبیب احمدزاده
- مسعود اسداللهی
- سعید اسدی
- شهرام اسدی
- مهرداد اسکویی
- محمدرضا اصلانی
- بهروز افخمی
- موسی افشار
- مانیا اکبری
- خشایار الوند
- سیروس الوند
- جمال امید
- احمد امینی
- امین امینی
- علی‌رضا امینی
- همایون اسعدیان

## ب
- مازیار بازیاران
- حسن باستانی
- محمدعلی باشه آهنگر
- ابراهیم باقری
- عبدالله باکیده
- رامین بحرانی
- علی‌رضا بذرافشان
- بهرام بیضایی
- محمد بزرگ‌نیا
- امیر برادران
- مهدی بشارتیان
- بهروز بقایی
- حجت بقایی
- رخشان بنی‌اعتماد
- عزیزالله بهادری
- مسعود بهبهانی‌نیا
- بهروز غریب‌پور
- بهزاد بهزادپور

## پ
- نسیم پدراد
- کامبوزیا پرتوی
- خسرو پرویزی
- جعفر پناهی
- حسین پناهی
- کیومرث پوراحمد
- اسماعیل پورسعید
- حسن پویا

## ت
- محسن تنابنده
- مسی تاجدین
- گلی ترقی
- ناصر تقوایی
- محمدرضا تقوی فرد
- حمید تمجیدی
- فرهاد توحیدی
- بهرام توکلی
- حسین تراب نژاد

## ج
- حمید جبلی
- قاسم جعفری
- حسین جعفریان
- ابوالفضل جلیلی
- اکبر جنتی شیرازی
- جهانگیر جهانگیری
- فریدون جیرانی

## ح
- علی حاتمی
- ابراهیم حاتمی کیا
- حمیدرضا حافظی
- حجت قاسم‌زاده اصل
- فریدون حسن‌پور
- جعفر حسنی
- جمشید حیدری

## خ
- فریبا خادمی
- لقمان خالدی
- اکبر خواجویی
- علی خودسیانی
- بابک خواجه پاشا

## د
- سیف‌الله داد
- داریوش مهرجویی
- هژیر داریوش
- محسن دامادی
- علی‌رضا داوودنژاد
- ابوالحسن داوودی
- پوران درخشنده
- رضا درمیشیان
- فرزان دلجو

## ر
- سعید روستایی
- اکبر رادی
- کاظم راست‌گفتار
- عباس رافعی
- مهدی رئیس فیروز
- علیرضا رئیسیان
- مهدی رحمانی
- رحیم رحیمی‌پور
- حسین رجبیان
- حمید رخشانی
- محمد رسول‌اف
- ایرج رضایی
- رحمان رضایی
- ناصر رفعت
- عزیزالله رفیعی
- صابر رهبر
- کیهان رهگذار
- سید سعید رحمانی

## ز
- ابراهیم زمانی آشتیانی
- محمدرضا زهتابی

## ژ
- مهدی ژورک
- امیرمهدی ژوله

## س
- سامان سالور
- سبکتکین سالور
- فلورا سام
- کاوه سجادی حسینی
- محمدعلی سجادی
- فرج‌الله سلحشور
- روح‌الله سهرابی
- سعید سهیلی
- ابراهیم سعیدی
- هومن سیدی
- خسرو سینا
- خسرو سینایی
- عبدالحسین سپنتا

## ش
- احمد شاملو
- حسین شهابی
- سعید شاهسواری
- محسن شاه‌محمدی
- سیامک شایقی
- عباس شباویز
- سید مهدی شجاعی
- امیر شروان
- جواد شمقدری
- جمال شورجه
- پرویز شهبازی
- سهراب شهید ثالث
- جمشید شیبانی
- پرویز شیخ‌طادی

## ص
- فردین صاحب‌الزمانی
- اکبر صادقی
- صمد صباحی
- مهدی صباغ‌زاده
- سروش صحت
- رسول صدرعاملی
- محمد صدری
- رضا صفایی
- فرهاد صفی‌نیا
- قدرت‌الله صلح‌میرزایی
- یدالله صمدی
- کارن صبور
- محمد صبور

## ط
- محمدعلی طالبی
- محمد طلوعی
- ایرج طهماسب
- ناصر طهماسب

## ع
- گرجی عبادیا
- علی عبدالعلی‌زاده (کارگردان)
- عبدالله اسفندیاری
- اصغر عبداللهی
- رضا عزیزی
- مصطفی عزیزی
- ابوالفضل عطار
- سعید عقیقی (سینماگر)
- علی لطفی
- کیانوش عیاری
- حامد عنقا
- نسیم عرب‌امیری

## غ
- فرخ غفاری

## ف
- نظام فاطمی
- مهدی فخیم‌زاده
- محمدحسین فرح‌بخش
- حمید فرخ‌نژاد
- بهمن فرمان‌آرا
- ابراهیم فروزش
- فرهاد مهران‌فر
- اصغر فرهادی
- داریوش فرهنگ

## ق
- جواد قائم‌مقامی
- پیمان قاسم‌خانی
- مهراب قاسم‌خانی
- جابر قاسمعلی
- حجت قاسم‌زاده اصل
- حسین قاسمی‌وند
- بهمن قبادی
- کامران قدکچیان
- حسن قلی‌زاده
- حسین قناعت
- شهیار قنبری
- علی قوی‌تن
- امیر قویدل
- آرش قادری

## ک
- عبدالرضا کاهانی
- کامبیز کاهه
- بابک کایدان
- کریم خودسیانی
- مهدی کرم‌پور
- علی کریم
- واروژ کریم‌مسیحی
- ایرج کریمی
- رضا کریمی (زاده ۱۳۰۷)
- رضا کریمی (زاده ۱۳۴۲)
- محمدهادی کریمی
- نصرت کریمی
- نیکی کریمی
- عباس کسایی
- حبیب‌الله کسمایی
- علی کسمایی
- اسماعیل کوشان
- عباس کیارستمی
- مصطفی کیایی
- محسن کیایی
- منوچهر کی‌مرام
- مسعود کیمیایی
- حامد کلاهداری

## گ
- ابراهیم گلستان
- فریدون گله

## م
- پیمان ماندگار
- داریوش مؤدبیان
- مجید مجیدی
- حسین محجوب
- محسن محسنی‌نسب
- مهدی محمدنژادیان
- سمیرا مخملباف
- محسن مخملباف
- حسین مدنی
- فرید مصطفوی
- سید مرتضی مصطفوی
- سعید مطلبی
- پیمان معادی
- احمدرضا معتمدی
- بهمن معتمدیان
- هنگامه مفید
- نادر مقدس
- سامان مقدم
- شهرام مکری
- رسول ملاقلی‌پور
- داوود موثقی
- وحید موسائیان
- جلال مهربان
- مهدی میثاقیه
- داوود میرباقری
- بیژن میرباقری
- تهمینه میلانی

## ن
- امیر نادری
- ناصر محمدی
- فرهاد نجفی
- احمد نجیب‌زاده
- شیرین نشاط
- حسین امینی
- حمید نعمت‌الله
- خسرو نقیبی
- پرویز نوری
- محمد نوری‌زاد
- سعید نیوندی
- علیرضا نادری

## و
- محمدرضا وطن‌دوست
- جعفر والی
- ابراهیم وحیدزاده
- محمدرضا ورزی
- سید محسن وزیری
- حسن وارسته

## ه
- اصغر هاشمی
- زکریا هاشمی
- ناصر هاشمی
- حسن هدایت
- مرتضی احمدی هرندی
- خسرو هریتاش
- محمدرضا هنرمند

## ی
- سیامک یاسمی
- شاپور یاسمی
- سید محسن یوسفی